# 1889
1889 (MDCCCLXXXIX) je bilo navadno leto, ki se je po gregorijanskem koledarju začelo na torek, po 12 dni počasnejšem julijanskem koledarju pa na nedeljo.

## Dogodki
- 30. januar - Afera Mayerling: avstro-ogrskega prestolonaslednika Rudolfa in njegovo ljubico, baronico Marijo Vetsero, najdejo ustreljena v lovskem dvorcu v Mayerlingu.
- 6. maj - v Parizu odprejo svetovno razstavo (Exposition Universelle) z Eifflovim stolpom kot vhodnim objektom.
- 18. junij - Van Gogh dokonča svojo znamenito sliko Zvezdna noč.
- 19. junij - neapeljski pek Raffaele Esposito pripravi prvo pico margerito, predhodnika sodobne pice.
- 23. september - ustanovljena je družba Nintendo, sprva kot proizvajalec igralnih kart.
- 24.–28. september - na prvi Generalni konferenci za uteži in mere v Sèvresu sta sprejeta mednarodna standarda za kilogram in meter (prvi je v veljavi še danes).
- 6. oktober - odprt je kabaret Moulin Rouge.
- 2. november - Severna in Južna Dakota se pridružita ZDA.
- 23. november - v gostišču v San Franciscu je postavljen prvi glasbeni avtomat (juke-box).

## Rojstva
- 21. januar - Pitrim Sorokin, rusko-ameriški sociolog († 1968)
- 9. februar - Boris Vladimirovič Anenkov, ataman sibirskih kozakov  († 1927)
- 1. marec - Tecuro Vacuji [Tetsuro Watsuji], japonski filozof in zen budist († 1960)
- 11. april - Nick LaRocca, ameriški jazzovski glasbenik, trobentač († 1961)
- 14. april - Arnold Joseph Toynbee, britanski zgodovinar († 1975)
- 20. april - Adolf Hitler, nemški diktator, nacistični voditelj († 1945)
- 26. april - Ludwig Wittgenstein, avstrijsko angleški filozof († 1951)
- 22. september - Edison Pettit, ameriški astronom († 1962)
- 26. september - Martin Heidegger, nemški filozof († 1976)
- 10. oktober - Lavo Čermelj, slovenski fizik, publicist († 1980)
- 12. oktober - Alma Maksimiljana Karlin, slovenska popotnica, pisateljica, pesnica, zbirateljica († 1950)
- 20. oktober - Edwin Powell Hubble, ameriški astronom, († 1953)
- 7. december - Gabriel Marcel, francoski dramatik, filozof († 1973)

## Smrti
- 30. januar - Rudolf Habsburški, prestolonaslednik Avstro-Ogrske (* 1858)
- 16. marec - Ernst Wilhelm Leberecht Tempel, nemški astronom (* 1821)
- 19. april - Warren de la Rue, angleški astronom, kemik, izumitelj (* 1815)
- 25. april - Janez Šubic mlajši, slovenski slikar (* 1850)
- 21. maj - Gaston Planté, francoski fizik (* 1834)
- 28. junij - Maria Mitchell, ameriška astronomka (* 1818)
- 11. oktober - James Prescott Joule, angleški fizik (* 1818)
- 17. oktober - Nikolaj Gavrilovič Černiševski, ruski materialistični filozof in socialist (* 1828
- 25. oktober - Bartol Kocuvan, slovenski domoljub, učitelj in avtor (* 1828)